# Света Петка (Орово)
Вижте пояснителната страница за други значения на Света Петка.
„Света Петка“ или „Света Параскева“ (на гръцки: Aγίας Παρασκευής) е православна църква в леринското село Орово (Пиксос), Егейска Македония, Гърция. Храмът е част от Леринската, Преспанска и Еордейска епархия.

## Местоположение
„Света Петка“ е единствената оцеляла сграда от Орово, което е било разположено между Голямото и Малкото Преспанско езеро в подножието на планината Слива на запад и Цуцул на изток.

## История
Църквата е трикорабна базилика с дървен покрив, построена в 1899 година. Тя е образец на забележителна църковна архитектура от времето си. Вътре в нея са запазени интересни образци на рисувана дърворезба, а апсидата на светилището е украсена със стенописи със силно западно влияние.
Църквата е обявена за защитен паметник в 1987 година.